# 祖·拜仁
約瑟夫·華盛頓·布萊恩（英語：Joseph Washington Bryant，1954年10月19日—2024年7月16日），綽號「果冻豆」（Jellybean），美國職業籃球員及教練，擔任前鋒，為NBA球星科比·布莱恩特之父。

## 生平
喬·布萊恩於1975年的NBA選秀被金州勇士隊選中，隨後立即被交易至費城76人隊，曾協助76人在1977年打入總決賽，可惜最終敗於波特蘭拓荒者隊。NBA生涯結束後，便前往意大利繼續其職業籃球生涯，在義大利職籃共達七個球季之久，而後也曾替多支著名歐洲球隊效力。2005年繼承前隊友亨利·毕比，出任WNBA洛杉磯火花隊的總教練。
2024年7月16日因中風病逝，享壽69歲。

## 家庭
祖·拜仁的妻子为Pam Cox（Pam的兄弟Chubby Cox也是篮球运动员，移居委内瑞拉，Chubby的儿子John Cox也是篮球运动员），两人共育有兩女一子，女兒為夏里亞（Sharia）和夏雅（Shaya），其子為已故NBA传奇巨星，一生只效力洛杉磯湖人的科比·布莱恩。